# The Bravery

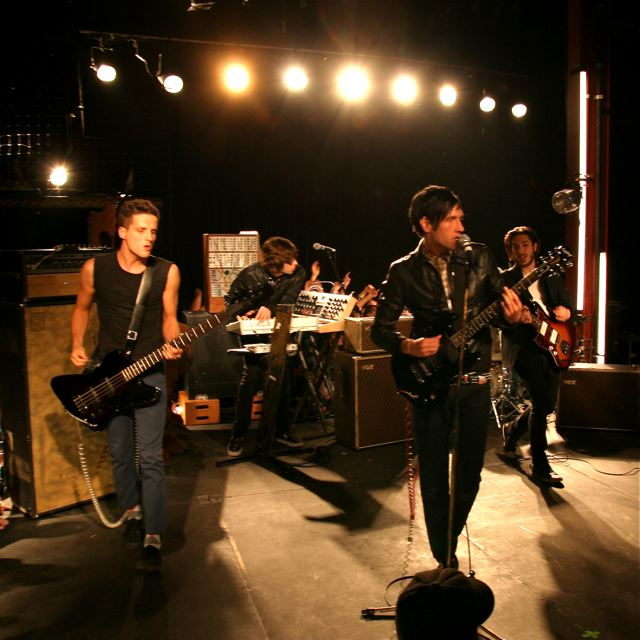
The Bravery in 2008

The Bravery este o formație americană de rock alternativ, post punk revival și indie rock. 

## Membrii formației
Membrii formației sunt:
- Sam Endicott
- John Conway
- Michael Zakarin
- Mike Hindert
- Anthony Burulcich

## Discografie
- The Bravery (2005)
- The Sun and the Moon (2008)
- Stir the Blood (2009)